# Rio di San Giuliano
Le rio di San Giuliano (de San Zulian en vénitien ; canal de Saint-Julien), ou rio de la Guerra, est un canal de Venise, délimitant les sestieres de Castello et de San Marco.

## Description
Le rio de San Zulian a une longueur de 193 mètres. Il prolonge le rio del Mondo Novo à partir de son intersection avec le rio de la Canonica vers le nord-ouest, puis ouest pour se prolonger dans le rio de la Fava à partir de l'intersection avec le rio dei Bareteri.

## Origine
Le nom San Zulian provient de l'église San Zulian toute proche. Le mot Guerra, utilisé pour multes ponts également, provient des bagarres de rue qui eurent lieu en ces endroits.

## Situation
Ce rio longe :
- le Palais Tasca Papafava sur son flanc est ;
- la paroisse de San Zulian sur son flanc ouest.

## Ponts
Ce rio est traversé par quatre ponts, du sud au nord.

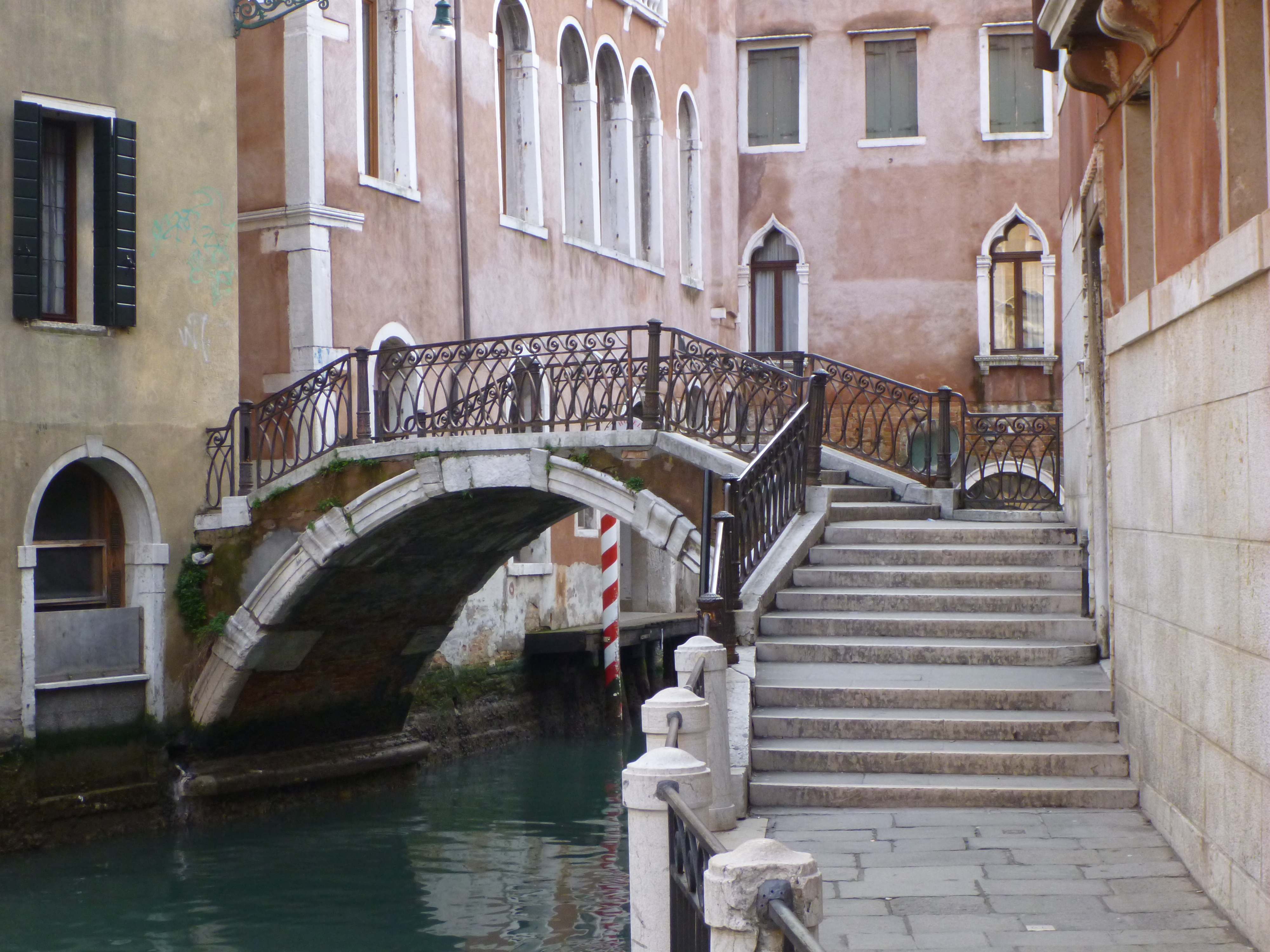
ponte de l'Anzolo (pont de l'Ange) reliant calle et fondamenta éponymes
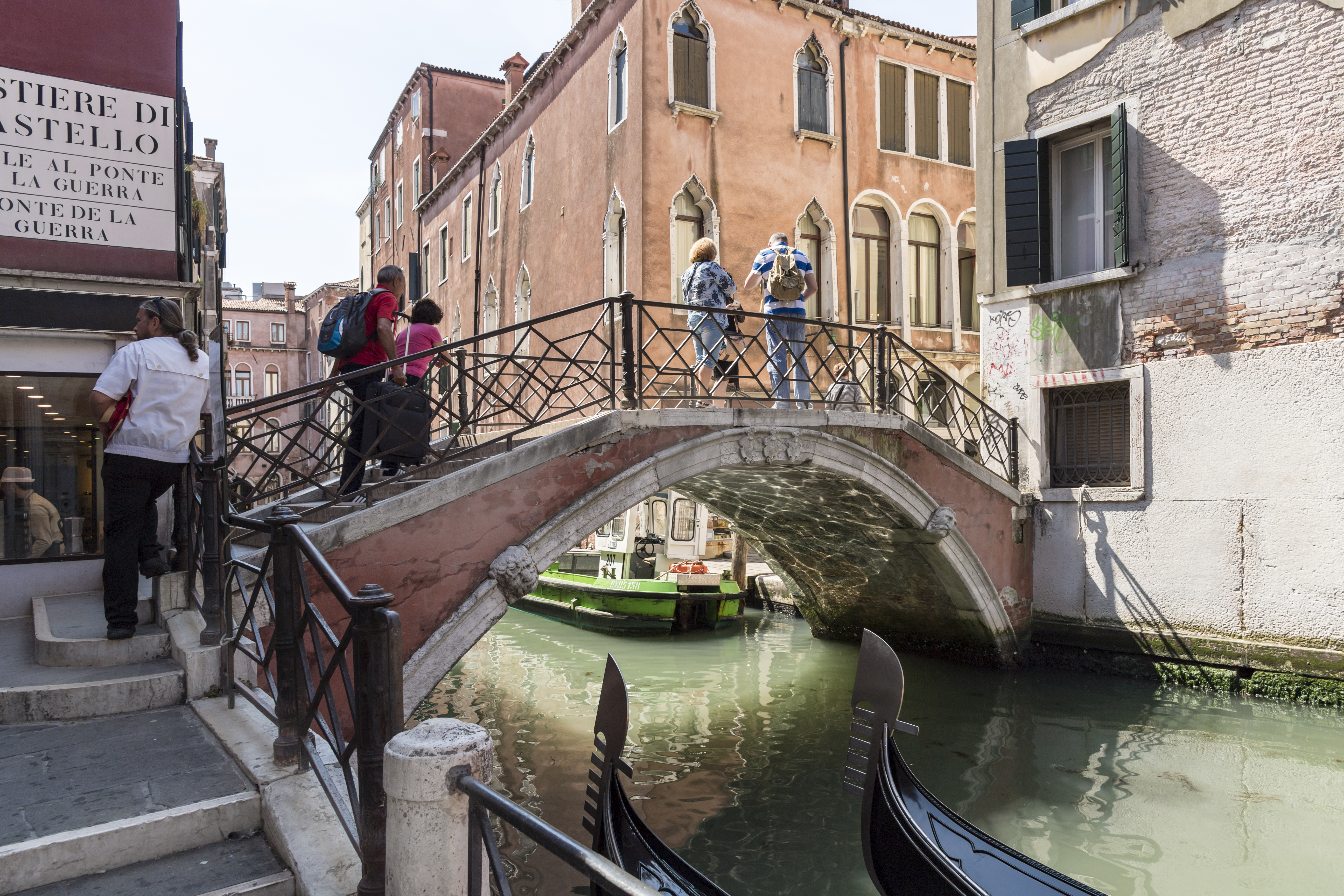
ponte de la Guerra reliant le campo et calle éponymes
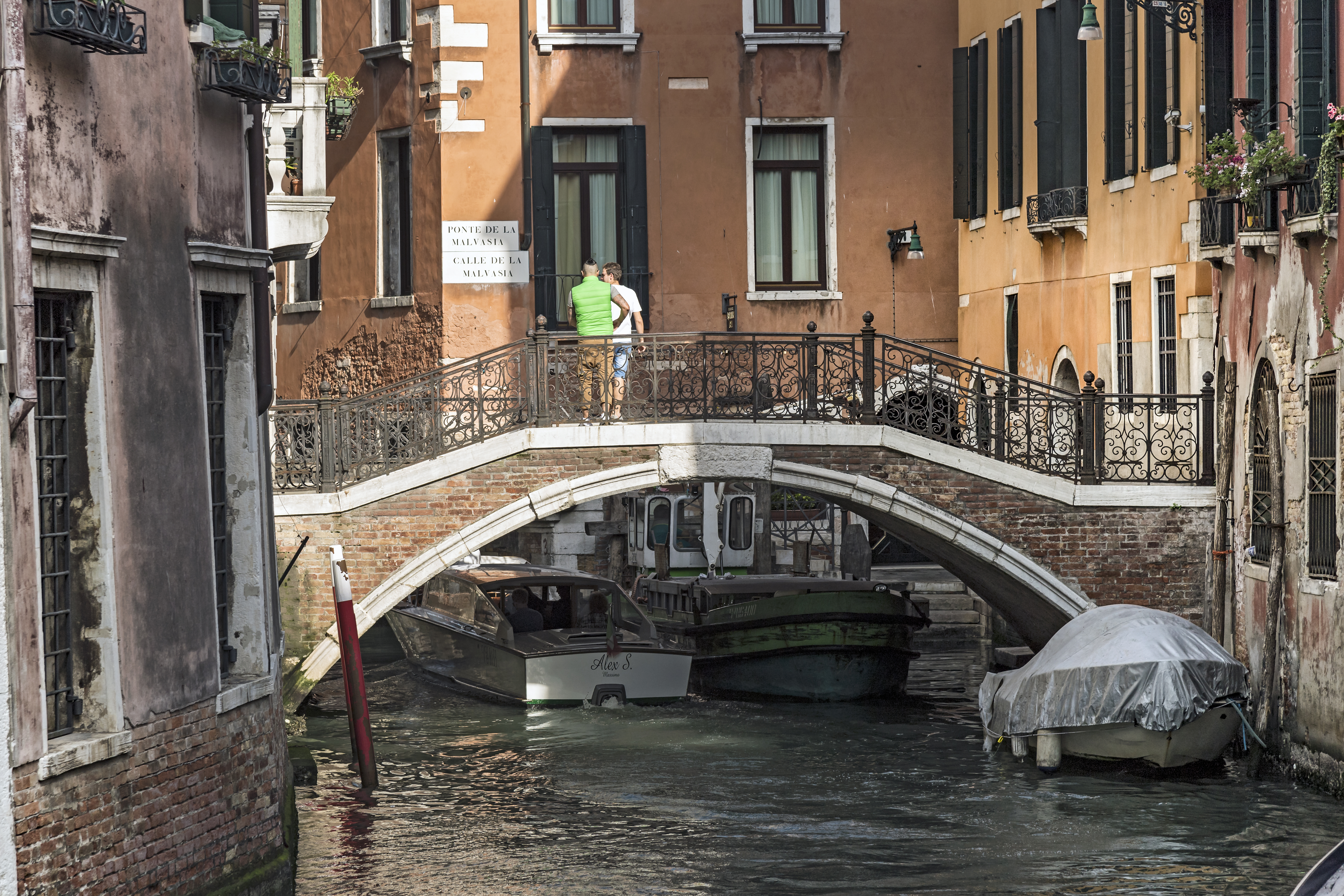
ponte Balbi reliant  la calle éponyme et Calle Sant'Antonio
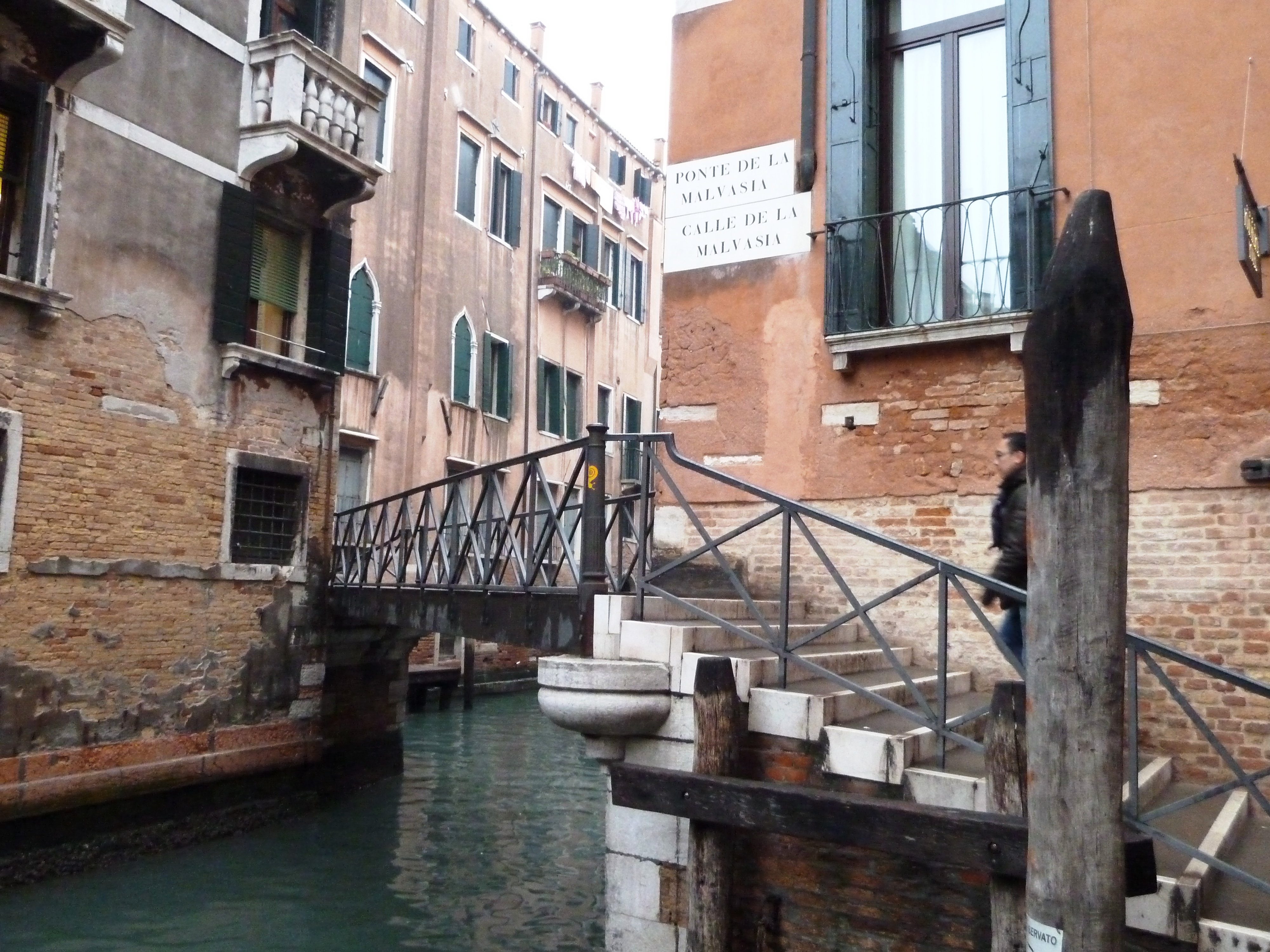
ponte de la Malvasia reliant calle éponyme et Piscina San Zulian